# قانون اساسی مونته‌نگرو
قانون اساسی مونته‌نگرو (انگلیسی: Constitution of Montenegro) عالی‌ترین قانون کشور مونته‌نگرو است. این قانون در ۱۹ اکتبر ۲۰۰۷ توسط مجلس قانون اساسی مونته‌نگرو با دریافت دو سوم آرا به تصویب رسید. این قانون به طور رسمی در ۲۲ اکتبر ۲۰۰۷ به اجرا در آمد و جایگزین قانون اساسی سال ۱۹۹۲ شد.